# Centro (Haiti)
Centro (em francês: Centre; em crioulo haitiano: Sant) é um departamento do Haiti. Sua capital é a cidade de Hinche. Possui 3 487 quilômetros quadrados e segundo censo de 2009, havia 678 626 habitantes.